# Asplenium lobulatum
Asplenium lobulatum là một loài dương xỉ trong họ Aspleniaceae. Loài này được Mett. mô tả khoa học đầu tiên.